# Sparkia immacula
Sparkia immacula är en fjärilsart som beskrevs av Augustus Radcliffe Grote 1883. Sparkia immacula ingår i släktet Sparkia och familjen nattflyn. Inga underarter finns listade i Catalogue of Life.

## Bildgalleri

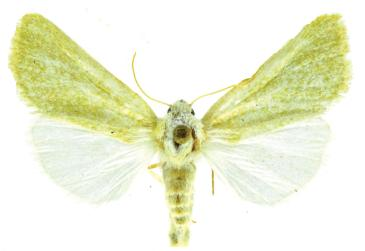
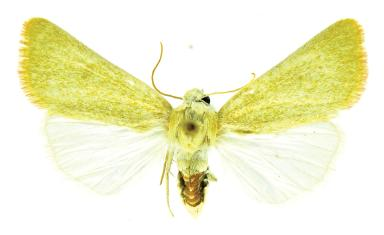